# Dürreych
Dürreych (auch Dürreich) ist ein Wohnplatz in der Gemeinde Gernsbach im Landkreis Rastatt, Baden-Württemberg, der vor der Gemeindereform im Jahr 1975 zu Reichental gehörte.
Der Wohnplatz im Tal des Dürreychbachs entstand nach 1720 als eine der Kolonistensiedlungen im Nordschwarzwald, in denen Holzknechte, Flößer, Köhler, Schmierebrenner, Harzer oder Fuhrleute lebten. Eine landwirtschaftliche Nutzung dieses entlegenen Teils des Schwarzwaldes war wegen des rauen Klimas, der hohen Niederschläge, der ungünstigen Topographie mit zahlreichen Felsblöcken sowie wegen des nährstoffarmen Buntsandsteins kaum möglich.
Eine Kaltenbronner Forstkarte von 1790 zeigt im Dürreychtal eine Hütte und eine Wiese eines Kolonisten, genannt Steinemanns Hütt und Steinemanns Wies. Seit 1847 bemühte sich die badische Forstverwaltung das Haus zu kaufen. Dabei konnte der Kolonist nicht nachweisen, dass sein Haus auf eigenem Grund und Boden stand. Ein Kaufvertrag kam 1866 zustande, wobei der badische Staat auch die Auswanderung der Kolonistenfamilie in die Vereinigten Staaten finanzierte. Das Gebäude war in einem so schlechten Zustand, dass es abgerissen wurde und nicht – wie ursprünglich geplant – in ein Forsthaus umgebaut wurde. Stattdessen wurde 1874 ein Forsthaus rund 500 Meter talabwärts erbaut, das als Revierförsterei für rund 750 Hektar des Staatsforstes Kaltenbronn diente. Bei der Volkszählung 1905 lebten sechs Personen in einem Haushalt in Dürreych, das ein Wohnplatz in der abgesonderten Gemarkung Kaltenbronn war.
Bis 1994 lebte ein Förster in Dürreych; später war das Haus an Forstbedienstete vermietet. Bis Mitte der 1960er Jahre gab es keinen Anschluss an das öffentliche Telefonnetz; allerdings bestand eine forstinterne, störanfällige Telefonleitung nach Kaltenbronn. Ebenso gab es keinen Anschluss an die öffentliche Strom- und Wasserversorgung. Die abgeschiedene Lage war insbesondere für Eltern schulpflichtiger Kinder problematisch.